# Iván Marcano
Iván Marcano Sierra (Santander, 23 juni 1987) is een Spaans voetballer die doorgaans als centrale verdediger speelt. Hij verruilde AS Roma in juli 2019 voor FC Porto, waarvoor hij ook van 2014 tot en met 2018 speelde.

## Clubcarrière

### Racing Santander
Marcano werd geboren in Santander en sloot zich aan in de jeugdopleiding van Racing Santander. Hij speelde eerst twee seizoenen bij het tweede elftal van Racing Santander, dat uitkwam in de Segunda División B, de derde competitie van Spanje. Voor dat team kwam hij tot 42 wedstrijden.
Op 30 september 2007 maakte hij zijn profdebuut voor het eerste van Racing Santander tegen UD Almería. Het was zijn eerste van vier wedstrijden dat seizoen. Het seizoen erop werd hij onder nieuwe trainer Juan Ramón López Muñiz als linksback basisspeler. Op 28 september 2008 maakte hij tegen RCD Mallorca zijn eerste doelpunt in het profvoetbal en voor Racing Santander. Vijf dagen later maakte hij tegen FC Honka Espoo zijn debuut in de UEFA Cup. Racing Santander werd vierde in een poule met Manchester City, Paris Saint-Germain, FC Schalke 04 en FC Twente. In totaal kwam Marcano tot 45 wedstrijden en twee goals voor Racing Santander.

### Villarreal
In de zomer van 2009 trok Marcano naar Villarreal, waar hij een contract voor zes seizoenen tekende. Hij maakte op 17 september in de Europa League-wedstrijd tegen Levski Sofia zijn debuut voor de club en was de eerste seizoenshelft grotendeels basisspeler. Maar door een aantal slechte wedstrijden werd hij gepasseerd voor de 19-jarige Mateo Musacchio. Zijn enige goal voor Villarreal maakte hij op 4 mei 2010 in een 4-2 nederlaag tegen UD Almería. 
Hij werd vervolgens twee seizoenen verhuurd, eerst aan competitiegenoot Getafe, waar hij 38 wedstrijden speelde en één keer scoorde (op 24 oktober tegen Sporting de Gijón). In het seizoen 2011/12 werd hij verhuurd aan het Griekse Olympiakos Piraeus, waar landgenoot Ernesto Valverde de trainer was. In zijn seizoen won hij zowel de competitie als de beker, waar hij met 41 wedstrijden en vijf goals in alle competities erg belangrijk in was.

### Roebin Kazan
Marcano werd in de zomer van 2012 voor vijf miljoen euro verkocht aan het Russische Roebin Kazan. Hij maakte op 14 juli in de Super Cup tegen FK Zenit Sint-Petersburg zijn debuut en won met 2-0. Hij speelde dat seizoen elf wedstrijden in de Europa League, waarin Roebin Kazan de kwartfinale haalde en scoorde tegen Chelsea in een 3-2 thuisoverwinning, waarna de Engelse grootmacht in de return te sterk was. 
In totaal speelde Marcano in anderhalf jaar 61 wedstrijden voor de Russen, waarna hij in de winter van 2014 op huurbasis terugkeerde bij Olympiakos, waar hij eerder een seizoen succesvol was. Daar was won hij opnieuw de competitie. In twee fases kwam Marcano tot 53 wedstrijden en zes goals bij Olympiakos. De Griekse club nam Marcano vervolgens niet definitief over.

### FC Porto
Op 11 augustus tekende Marcano voor vier seizoenen bij FC Porto, als vervanger voor de naar Manchester City vertrokken Eliaquim Mangala. Voor hem werd twee miljoen euro betaald. Hij werd de zesde Spanjaard bij Porto nadat trainer Julen Lopetegui drie maanden eerder hoofdtrainer was geworden van de club. Op 21 september maakte hij tegen Boavista zijn debuut voor de club. Op 21 april 2015 werd hij in de kwartfinale van de Champions League met rood van het veld gestuurd tegen FC Bayern München, dat met 6-1 won en daarmee de 3-1 nederlaag in de eerste leg goedmaakte. 
Op 4 oktober maakte hij tegen Belenenses zijn eerste doelpunt voor Porto. Op 22 mei 2016 stond hij in de finale van de Taça de Portugal, maar won SC Braga na strafschoppen. Op 6 november was hij voor het eerst vanaf de start van de wedstrijd aanvoerder van FC Porto tegen koploper Benfica. Hij scoorde vijf keer in alle competities dat seizoen, maar won opnieuw geen prijzen. Op 17 oktober 2017 scoorde hij in de groepsfase tegen RB Leipzig zijn eerste Champions League-doelpunt. Hij scoorde in alle competities zeven keer, het hoogste aantal in zijn carrière, en bovendien de Primeira Liga voor het eerst.

### AS Roma
Op 31 mei 2018 maakte AS Roma bekend dat het Marcano transfervrij overnam van FC Porto. Hij maakte op 31 augustus zijn debuut voor de club in een 2-1 nederlaag tegen AC Milan. Hij was eigenlijk vierde keuze achter Federico Fazio, Kostas Manolas en Juan Jesus en kwam daardoor tot dertien wedstrijden in alle competities. In de Coppa Italia-wedstrijd tegen Serie C-club Virtus Entella op 14 januari 2019 maakte hij zijn enige doelpunt voor AS Roma.

### Terug naar FC Porto
Op 11 juli 2019 keerde hij na een jaar afwezigheid terug bij FC Porto, waar hij een vierjarig contract en rugnummer vijf kreeg. Hij was goed voor zes goals in 37 wedstrijden en werd direct opnieuw kampioen met Porto. Toch was het geen fijn einde van het seizoen, want tijdens de seizoensstop door corona tussen maart en juni 2020, scheurde Marcano zijn kruisband. Daardoor moest hij bijna het hele seizoen 2020/21 toekijken. Op 15 mei 2021 speelde hij zes minuten tegen Rio Ave, het waren zijn eerste minuten voor het eerste elftal van FC Porto in veertien maanden. 
Twaalf wedstrijden in het seizoen 2021/22 moest hij in november aan zijn voet geopereerd worden, waardoor hij er opnieuw lange tijd uitlag. Het betekende het einde van zijn seizoen, waarin FC Porto opnieuw kampioen werd en ook de Taça de Portugal won. Op 30 juli 2022 maakte hij in de Supertaça Cândido de Oliveira tegen CD Tondela zijn eerste wedstrijd in acht maanden. Hij begon de Portugese competitie met twee goals in de eerste twee speelrondes tegen Marítimo en FC Vizela. Op 28 januari 2023 scoorde hij in de finale van de Taça da Liga tegen Sporting Clube de Portugal. Ook won Marcano met Porto opnieuw de Taça Portugal. In de halve finale van die competitie scoorde hij tegen FC Famalicão, waarmee hij de verdediger werd met de meeste goals in de clubgeschiedenis: 27.
Op 15 september scheurde hij tegen Estrela da Amadora opnieuw zijn kruisband, waardoor hij er opnieuw heel lang uitlag. Na zeventien maanden blessureleed maakte hij op 1 maart 2025 tegen FC Arouca zijn rentree. 

## Clubstatistieken
| Seizoen | Club                | Competitie         | Competitie | Competitie | Beker | Beker | Overig | Overig | Totaal | Totaal |
| Seizoen | Club                | Competitie         | Wed.       | Dlp.       | Wed.  | Dlp.  | Dlp.   | Dlp.   | Wed.   | Dlp.   |
| ------- | ------------------- | ------------------ | ---------- | ---------- | ----- | ----- | ------ | ------ | ------ | ------ |
| 2005/06 | Racing Santander II | Segunda División B | 10         | 0          | 0     | 0     | 0      | 0      | 10     | 0      |
| 2006/07 | Racing Santander II | Segunda División B | 32         | 0          | 0     | 0     | 0      | 0      | 32     | 0      |
| 2007/08 | Racing Santander    | Primera División   | 2          | 0          | 2     | 0     | 0      | 0      | 4      | 0      |
| 2008/09 | Racing Santander    | Primera División   | 34         | 2          | 2     | 0     | 5      | 0      | 41     | 2      |
| 2009/10 | Villarreal          | Primera División   | 16         | 1          | 4     | 0     | 7      | 0      | 27     | 1      |
| 2010/11 | → Getafe            | Primera División   | 29         | 1          | 4     | 0     | 5      | 0      | 38     | 1      |
| 2011/12 | → Olympiakos        | Super League       | 28         | 4          | 4     | 0     | 9      | 1      | 41     | 5      |
| 2012/13 | Roebin Kazan        | Premjer-Liga       | 21         | 1          | 2     | 0     | 10     | 1      | 33     | 2      |
| 2013/14 | Roebin Kazan        | Premjer-Liga       | 17         | 0          | 0     | 0     | 11     | 1      | 28     | 1      |
| 2013/14 | → Olympiakos        | Super League       | 7          | 1          | 3     | 0     | 2      | 0      | 12     | 1      |
| 2014/15 | FC Porto            | Primeira Liga      | 20         | 0          | 6     | 0     | 6      | 0      | 32     | 0      |
| 2015/16 | FC Porto            | Primeira Liga      | 22         | 2          | 5     | 0     | 6      | 0      | 33     | 2      |
| 2016/17 | FC Porto            | Primeira Liga      | 32         | 4          | 4     | 1     | 10     | 0      | 46     | 5      |
| 2017/18 | FC Porto            | Primeira Liga      | 30         | 5          | 9     | 1     | 7      | 1      | 46     | 7      |
| 2018/19 | AS Roma             | Serie A            | 10         | 0          | 1     | 1     | 2      | 0      | 13     | 1      |
| 2019/20 | FC Porto            | Primeira Liga      | 23         | 5          | 4     | 1     | 10     | 0      | 37     | 6      |
| 2020/21 | FC Porto            | Primeira Liga      | 1          | 0          | 0     | 0     | 0      | 0      | 1      | 0      |
| 2020/21 | FC Porto B          | Liga Portugal 2    | 2          | 0          | 0     | 0     | 0      | 0      | 2      | 0      |
| 2021/22 | FC Porto            | Primeira Liga      | 8          | 1          | 2     | 0     | 2      | 0      | 12     | 1      |
| 2022/23 | FC Porto            | Primeira Liga      | 25         | 4          | 13    | 3     | 3      | 0      | 41     | 7      |
| 2023/24 | FC Porto            | Primeira Liga      | 5          | 2          | 1     | 0     | 0      | 0      | 6      | 2      |
| 2024/25 | FC Porto            | Primeira Liga      | 9          | 0          | 0     | 0     | 0      | 0      | 9      | 0      |
| Totaal  | Totaal              | Totaal             | 383        | 33         | 66    | 7     | 95     | 4      | 544    | 44     |

## Erelijst
| Competitie                    | Aantal     | Jaren                     |            |            |
| Olympiakos                    | Olympiakos | Olympiakos                | Olympiakos | Olympiakos |
| ----------------------------- | ---------- | ------------------------- | ---------- | ---------- |
| Super League                  | 2x         | 2011/12, 2013/14          |            |            |
| Beker van Griekenland         | 1x         | 2011/12                   |            |            |
| Roebin Kazan                  |            |                           |            |            |
| Russische supercup            | 1x         | 2012                      |            |            |
| FC Porto                      |            |                           |            |            |
| Primeira Liga                 | 3x         | 2017/18, 2019/20, 2021/22 |            |            |
| Taça de Portugal              | 3x         | 2019/20, 2021/22, 2022/23 |            |            |
| Taça da Liga                  | 1x         | 2022/23                   |            |            |
| Supertaça Cândido de Oliveira | 1x         | 2022                      |            |            |